# Microcylloepus moapus
Microcylloepus moapus is een keversoort uit de familie beekkevers (Elmidae). De wetenschappelijke naam van de soort werd in 1949 gepubliceerd door LaRivers.